# 一都镇 (永春县)
一都镇是中国福建省泉州市永春县下辖的一个镇。境内有封闭式学校美岭中学，近年来，大规模发展旅游业，以“山歌小镇”为主题，发展出了三岭村，仙阳古街等景点。

## 行政区划
一都镇共辖14个行政村，分别是：
光山村、龙卿村、鲁山村、林山村、仙友村、黄田村、仙阳村、南阳村、黄沙村、三岭村、美岭村、苏合村、玉三村、吴殊村。